# Halloween: Resurrection
Halloween: Resurrection ist ein US-amerikanischer Slasher-Film von Rick Rosenthal aus dem Jahr 2002 und als Fortsetzung zu Halloween H20 der achte Teil der Halloween-Filmreihe. Brad Loree ist als Michael Myers und Jamie Lee Curtis als seine Schwester Laurie Strode zu sehen.

## Handlung
Der Erfolg des letzten Halloween-Streifens, H20, veranlasste die Macher, Resurrection noch moderner zu gestalten: Michael Myers landet in einer Reality-TV-Show.
Der Prolog zeigt Laurie Strode in einer Nervenheilanstalt. Sie ist sichtlich gezeichnet von den Ereignissen der Vergangenheit. Einige Tage vor Halloween dringt Michael Myers in die Anstalt ein. Er tötet zwei Aufseher und begibt sich auf die Suche nach seiner Schwester Laurie. Laurie flüchtet auf das Dach, wo sie im Vorfeld bereits eine Falle für Michael aufgebaut hat, da sie sich sicher war, dass er sie finden würde. Ihr Vorhaben, ihren Bruder auszuschalten, misslingt, sie wird von Michael erstochen und stürzt vom Dach.
Michael ist nicht, wie nach dem Ende von H20 zu vermuten war, getötet worden. Er hat einen Polizisten überwältigt und ihm den Kehlkopf zerdrückt, so dass der Mann nicht mehr sprechen konnte und ihm dann seine Maske aufgesetzt. Dieser Polizist wurde von Laurie enthauptet.
In Haddonfield lassen sich zwischenzeitlich sechs Studenten ins Myers-Haus einsperren, das Michael immer noch bewohnte, um dort, im Zuge eines Reality-TV-Experimentes, die Halloweennacht zu verbringen. Sie sollen versuchen, in dem TV-gerecht präparierten Haus Ursachen für Michaels Verhalten zu finden. Beobachtet von Webcams, werden die Geschehnisse weltweit ins Internet übertragen. Im Lauf der Nacht betritt Michael sein Elternhaus und tötet einen Teilnehmer nach dem anderen. Am Ende des Films gelingt es zweien der Teilnehmer, Michael durch einen Stromschlag und das darauffolgende Feuer außer Gefecht zu setzen. Der vermeintlich tote Michael wird in ein Leichenschauhaus gebracht. In der letzten Szene öffnet Michael jedoch die Augen.

## Produktion und Hintergrund
Der Film wurde unter anderem von Dimension Films produziert und vertrieben. Er kostete 13 Millionen US-Dollar und spielte weltweit 37,6 Millionen US-Dollar ein. Regisseur Rick Rosenthal war auch für den zweiten Teil der Serie verantwortlich.
Die Originalfassung hat eine Laufzeit von 86 Minuten und wurde 2003 als einer der letzten Filme von der FSK nicht unter 18 Jahren freigegeben, bevor die Freigabe durch die strengere und indizierungssichere keine Jugendfreigabe ersetzt wurde, die der Film 2007 bei einer Neuprüfung ebenfalls erhielt. Daneben existiert eine geschnittene Fassung mit 83 Minuten, die im deutschen Fernsehen (ProSieben) ausgestrahlt wurde und ab 16 Jahren freigegeben ist.
Der Handlungsverlauf der Filme 3 bis 6 der Halloween-Reihe wird ignoriert, ebenso John Tate, der von Josh Hartnett in H20 gespielte Sohn von Laurie, der im Film nur auf einem kleinen Foto, das sich in Lauries Zimmer befindet, am Anfang des Films gezeigt wird.
Der Mord an Nora Winston, die von dem Supermodel Tyra Banks gespielt wurde, fiel der Schere zum Opfer.
Jamie Lee Curtis, deren Rolle ursprünglich nur für einen 30-sekündigen Cameo-Auftritt angelegt war, gefiel das Drehbuch so gut, dass sie die komplette Eröffnungssequenz übernahm.
Der Film ist am 1. Oktober 2005 mit einer deutschen Tonspur auf DVD erschienen, herausgegeben vom Studio Constantin (86 Min.).

### Synchronisation
Die deutschsprachige Synchronfassung entstand bei der Studio Babelsberg Synchron, Potsdam.
| Rolle                | Schauspieler        | Sprecher                 |
| -------------------- | ------------------- | ------------------------ |
| Laurie Strode        | Jamie Lee Curtis    | Dagmar Heller            |
| Freddie Harris       | Busta Rhymes        | Detlef Bierstedt         |
| Sara Moyer           | Bianca Kajlich      | Bianca Krahl             |
| Rudy Grimes          | Sean Patrick Thomas | Björn Schalla            |
| Donna Chang          | Daisy McCrackin     | Anna Carlsson            |
| Jen Danzig           | Katee Sackhoff      | Nana Spier               |
| Bill Woodlake        | Thomas Ian Nicholas | Alexander Doering        |
| Jim Morgan           | Luke Kirby          | Julien Haggège           |
| Nora Winston         | Tyra Banks          | Claudia Urbschat-Mingues |
| Miles Deckard Barton | Ryan Merriman       | Gerrit Schmidt-Foß       |
| Scott                | Billy Kay           | Robin Kahnmeyer          |
| Angestellte          | Natassia Malthe     | Maria Koschny            |

## Kritik
„Achter Teil der nicht enden wollenden Saga, der sein Spannungspotenzial zugunsten einer mit beliebten Popstars garnierten Grusel-Posse verschenkt.“

„Der stetige Wechsel zwischen Film- und Videobildern haucht der blutleeren Story zumindest stilistisch neues Leben ein. Doch auch die progressive ‚Blair Witch Project‘-Ästhetik ändert nichts daran, dass die ‚Halloween‘-Schablone vom Bösen ohne Motiv inhaltlich keinen großen Variationsspielraum zulässt. So zelebriert Michael auch in seinem achten Streich wieder nur das eine: Vorwitzige Teenies meucheln!“

In Haikos Film-Lexikon war zu lesen: „Das Beste an diesem Film ist zweifelsfrei der Anfang, die ersten 20 Minuten. Hier sieht man Jamie Lee Curtis, die mimisch ihre volle Breitseite ausspielt und viel dazu beiträgt, dass ‚Halloween Resurrection‘ schnell, unterhaltsam und spannend beginnt. Danach verfällt der Film in eine Art ‚Blair Witch Project‘ meets ‚Halloween‘.“ Weiter hieß es, der Film sei eine Fortsetzung um der Fortsetzung willen und nicht, um etwas Neues in die Reihe einzubringen. Eine große Rolle habe dabei wohl der schnöde Mammon gespielt.
Bei Rotten Tomatoes war Konsens unter den Kritikern, dass das einzige, was dieser müde Slasherfilm wieder aufleben lasse, die Sehnsucht nach den Filmen sei, als das Genre noch neu, unheimlich und überraschend gewesen ist.

## Zuschauerzahlen
| Land               | Zuschauer in Mio. |
| ------------------ | ----------------- |
| Deutschland        | 0,10              |
| Österreich         |                   |
| Schweiz            |                   |
| Vereinigte Staaten | 5,23              |

Quelle: